# Luís Carlos Fusco
Luís Carlos Fusco (São Paulo, 4 de fevereiro de 1952 — Angola, 5 de fevereiro de 2003) foi um autor de telenovelas brasileiro. Entre 1985 e 1990, trabalhou como colaborador de Cassiano Gabus Mendes. Escreveu também uma novela solo, Gente Fina. Em 1999 foi contratado pela Rede Record, onde escreveu Tiro e Queda em que homenageou Cassiano Gabus Mendes.
Mudou-se para Angola, onde trabalhou como publicitário, até falecer em 5 de fevereiro de 2003.

## Trabalhos na televisão
- 1999 - Tiro e Queda (autor principal)
- 1990 - Meu Bem, Meu Mal (colaborador)
- 1990 - Gente Fina (autor principal)
- 1989 - Que Rei Sou Eu? (colaborador)
- 1988 - Fera Radical (colaborador)
- 1988 - Bebê a Bordo (colaborador)
- 1987 - Brega e Chique (colaborador)
- 1985 - Ti Ti Ti (colaborador)